# Ophiolebes bacata
Ophiolebes bacata är en ormstjärneart som beskrevs av Jean Baptiste François René Koehler 1921. Ophiolebes bacata ingår i släktet Ophiolebes och familjen knotterormstjärnor. Inga underarter finns listade i Catalogue of Life.